# Aparelho Voador a Baixa Altitude
Aparelho Voador a Baixa Altitude (portugiesisch für: Fluggerät auf niedriger Höhe) ist ein Filmdrama der portugiesisch-schwedischen Regisseurin Solveig Nordlund aus dem Jahr 2002.
Es ist eine Adaption der gleichnamigen Kurzgeschichte Low Flying Aircraft von James Graham Ballard aus dem Jahr 1976.

## Handlung
Der Film spielt in einer nahen Zukunft, die sich vor allem darin unterscheidet, dass man sehr wenige Menschen und keine Kinder sieht. Die Regierungen verfolgen das Ziel einer Zukunft mit fehlerlosen Menschen. Die Frauen werden aus unbekanntem Grund kaum noch schwanger, und wenn, dann gebären sie meist als lebensunfähig geltende Mutationen, die von den Behörden sofort eliminiert werden. In der Folge nehmen die Bevölkerungen drastisch ab, einige Länder werden bereits ganz geschlossen.
Judite Foster ist fruchtbar und wurde schon sechsmal schwanger. Jedes Mal jedoch zeigten die Pflichtuntersuchungen schnell, dass Mutationen vorlagen, und sie musste jedes Mal abtreiben. Sie vermutet daher, dass die aufwändigen Pflichtuntersuchungen die eigentliche Ursache für die Mutationen sind.
Als sie erneut schwanger wird, fälschen Judite und ihr Mann André den Test und fliehen aus der Stadt in ein kleines, von skurrilen alten Leuten bewohntes Hotel namens Venus in einem heruntergekommenen Seebad, fern von Polizei und Behörden. Dort vertrauen sie sich Dr. Gould an, einem unangepassten, geheimnisvollen Arzt, der immer wieder seine Praxis im Ort in seinem kleinen Flugzeug verlässt. Niemand kennt Ziel und Zweck seiner Ausflüge, bei denen er eine unbekannte Flüssigkeit versprüht.
Judite und André beschäftigen sich immer häufiger mit Fragen von Leben und Zukunft und leben mit den skurrilen alten Leuten im Hotel zusammen, während sie eigenartige Gespräche und absurde Szenen erleben. Außerhalb von Hotel und Gesellschaft vegetieren als fehlerhaft geltende, aber harmlose Menschen, die sich fern von den anderen halten. Carmen, die intelligente, aber eigenartige Tochter von Dr. Gould, lebt derweil in einer eigenen Welt, in den Fluren der leerstehenden Hotelteile: blind, aber mit einer besonderen Sehhilfe zur Orientierung fähig mittels fluoreszendierenden Farbmarkierungen.
Die Stunde der Geburt rückt für Judite näher, und Zweifel, Albträume und emotionale Ausbrüche plagen sie zunehmend. Das Paar sucht verstärkt die Nähe des Doktors und erkennt nun, was Gould treibt. Judite und André verstehen plötzlich den Sinn seiner Flüge, bei denen er Wege und markante Landschaftsabschnitte mit Flüssigkeit einsprüht, damit seine Tochter und andere Personen mit gleichem Problem sich orientieren können. Sie erkennen die erstaunliche Lösung ihres Problems durch seine Idee, den nicht fehlerlosen Menschen ein Leben jenseits der offiziellen Anforderungen an fehlerlose Menschen zu ermöglichen. Sie geben ihr unregistriert zur Welt gekommenes Kind an Dr. Goulds Tochter ab.

## Produktion und Rezeption
Der Film wurde von der portugiesischen Filmproduktionsgesellschaft Filmes do Tejo produziert, in Koproduktion mit der schwedischen Torromfilm und dem öffentlich-rechtlichen portugiesischen Fernsehen RTP, und mit finanzieller Unterstützung durch die Filmförderungsanstalten ICAM (heute ICA, Portugal) und Svenska Filminstitutet (Schweden).
Seine Premiere feierte der Film am 2. Februar 2002 beim Göteborg Film Festival in Schweden. In Portugal kam er am 10. Mai 2002 in die Kinos, nach einer Vorpremiere am 6. Mai 2002 im großen Auditorium der Kulturstiftung Culturgest in Lissabon.
Der Film lief auf einer Reihe weiterer internationaler Filmfestivals, darunter waren das Cairo International Film Festival 2002 (Nominierung für eine Goldene Pyramide), die Caminhos do Cinema Português 2003 (Besondere Erwähnung), das Festival Internacional de Cine de Mar del Plata 2003 und das EU-Filmfestival in Tschechien 2003. In Portugal war er dazu noch für die Filmpreise Globos de Ouro 2003 nominiert und wurde bei den CinEuphoria Awards 2010 ausgezeichnet.
Aparelho Voador a Baixa Altitude erschien 2004 in Portugal als DVD mit Bonusmaterial bei Costa do Castelo.
Am 5. März 2022 lief er erstmals im schwedischen Fernsehen.